# San Antonio Football Club
El San Antonio Football Club es un club de fútbol estadounidense con sede en San Antonio, Texas. Fue fundado el 7 de enero de 2016 y milita en la USL Championship.

## Historia
El San Antonio FC fue galardonado como la trigésima primera franquicia de la USL el 7 de enero de 2016. La creación del club, junto con la compra simultánea del Toyota Field de la ciudad de San Antonio, es parte de un plan elaborado por las autoridades locales para obtener una franquicia de expansión en la Major League Soccer. Como resultado, la franquicia del San Antonio Scorpions de la extinta North American Soccer League fue eliminada. El primer entrenador en la historia del club fue Darren Powell.

## Estadio

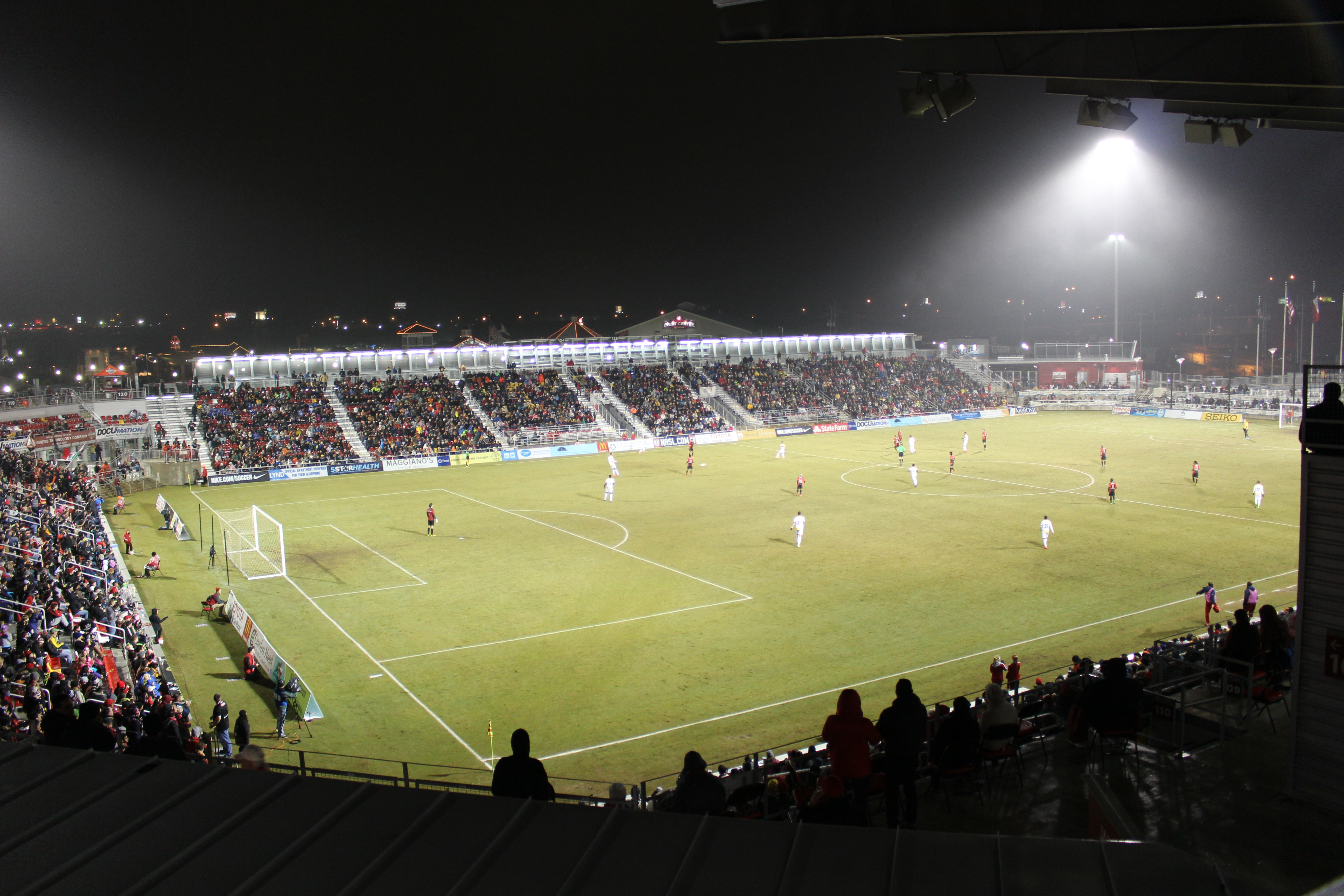
El Toyota Field durante 2014.

El San Antonio FC jugará su partidos de casa en el Toyota Field de San Antonio, Texas. El Toyota Field es un estadio de fútbol que cuenta con césped natural y 8,296 asientos. Está previsto ser ampliado para que pueda acoger una capacidad de 18.000 personas.

## Entrenadores

### Cronología de los entrenadores
- Darren Powell (2016–2019)